# Église Notre-Dame-de-l'Annonciation de Roumanou
L'église Notre-Dame-de-l'Annonciation de Roumanou est un édifice religieux situé au lieu-dit Roumanou sur la commune de Cestayrols, dans le Tarn, en région Occitanie (France). Elle est classée au titre de monument historique par arrêté du 2 mai 1988.

## Situation
L'église Notre-Dame-de-l'Annonciation est implantée sur une barre rocheuse calcaire qui surplombe la Vère, à environ deux kilomètres du village. Elle est au centre d'un hameau nommé Roumanou. Pour Ernest Nègre, l'étymologie de "Romanorum" indique un lieu occupé par les Romains.
L'église est bordée au nord par un cimetière.

## Historique

### Datation
Le style architectural est clairement du premier art roman, art en vogue aux XIe siècle et XIIe siècle dans les territoires appartenant à la maison Trencavel. Durliat estime que la construction d'un clocher relativement haut et reposant uniquement sur des arches et renforts sur les murs est l'œuvre d'un artisan confirmé dans sa technique. Il estime l'église du début du XIIe siècle et le portail de la seconde moitié de ce siècle. Aucun texte ne permet d'être plus précis, les dates évoquant des actes, pas du bâti.

### Origine
Le hameau Roumanou apparaît dans les textes en 1070, lorsque le pape Grégoire VII confirme les possessions de l'abbaye Saint-Victor de Marseille, dont une « cella quae vocatur Romanorum ». "Cella" signifie cellule monacale, donc a priori un petit prieuré, qui est confié au prieuré d'Ambialet.
En 1130, le prieuré reçoit en don le moulin sur la Vère (situé en contrebas de l'église). À partir de cette époque, le prieur Peyre bénéficie d'une douzaine de dons de terres, ainsi que les bénéfices de l'église d'Itzac . La bonne gestion est remarquée par l'évêque d'Albi, et ainsi favorisée par les grandes familles de l'Albigeois. La plupart des moines fuient lors de la croisade des albigeois. En 1337, un texte sur les revenus de l'abbaye saint-Victor de Marseille, mentionne Roumanou comme siège de prieuré.
En 1382, la paroisse de Roumanou est exemptée de la dîme, car elle est mentionnée comme dépeuplée, il ne reste que deux ou trois habitants. La raison en est qu'entre 1380 et 1385, durant la guerre de Cent Ans, des routiers anglais possèdent le château de Thuriès tout comme le château de Penne et utilisent ces bases pour ravager l'Albigeois.
En 1368, Ambialet et toutes les autres possessions de saint-Victor passent sous la responsabilité de l'abbaye Saint-Benoît Saint-Germain de Montpellier, dont l'église de Roumanou qui perd alors le statut de prieuré. Un chanoine de Montpellier nomme un vicaire pour desservir l'église et cet arrangement se poursuit jusqu'à la Révolution française. À cette époque, l'église est saisie comme bien national. Elle retrouve un rôle religieux comme chapelle mais perd définitivement le titre de paroisse.

### Restauration
Une restauration est rendue nécessaire au milieu du XIXe siècle, tant l'allure du bâtiment est dégradée. Un croquis de Camille Bodin-Legendre, architecte de l'archidiocèse en 1863, montre des murs lézardés et un clocher qui penche vers l'abside. Les travaux municipaux envisagés débutent par l'église Saint-Michel de Cestayrols et l'état de Roumanou continue de se détériorer. En 1869, Bodin-Legendre préconise même de démolir pour reconstruire, tant le chantier est délicat. Des plans d'un édifice plus vaste sont établis et approuvés par la municipalité et la préfecture du Tarn. Or, le changement de régime après la guerre franco-allemande de 1870 entraîne un renversement de la majorité communale. Un autre architecte, Julien Rivet d'Albi, estime l'église réparable. Des retards dus aux défauts d'estimation, au financement et aux changements de maçons font durer les travaux jusqu'à la reconstruction du clocher en 1879.
Au XXIe siècle, des travaux de restauration ont mis au jour des peintures murales médiévales. Elles étaient masquées par un enduit. Les travaux ont vu s'achever une première tranche en 2015. Une deuxième tranche est prévue lorsque le financement sera bouclé.

## Description

### Extérieur
L'architecture est de type roman. Elle jouxte un petit cimetière au nord et l'abside repose sur une petite terrasse soutenue par un mur donnant sur un petit ravin. Les murs sont renforcés extérieurement par des bandes lombardes. La nef est la partie ancienne la mieux conservée, les remaniements ne l'ayant pas touchée.
À la croisée du transept, un clocher à deux étages surmonte le toit. Très abîmé, il a été reconstruit à la fin du XIXe siècle avec un mur lisse là où les anciens avaient ajouté des lésènes pour encadrer les baies. Ces dernières sont au nombre de deux par face, partiellement closes de larges ardoises inclinées. Elles sont à double rouleau (deux voûtes superposées, la plus basse étant en retrait) et arc en plein cintre.
Le portail d'entrée de l'église est abritée par un porche ajouté au XIXe siècle. Le portail axial par rapport à la nef, ne comporte pas de tympan. L'arche est munie de trois voussures qui reposent sur des pieds droits dont le socle est unique. La décoration présente des palmettes et rosaces, gravées plus que sculptées. Elles proviennent d'artisans peu au fait des techniques d'art et montre une volonté de décorer avec des moyens limités.

### Intérieur
L'église à forme en croix latine est entièrement voûtée et mesure 18,50 m de longueur. Le cœur est constitué d'une abside en cul de four et d'une courte travée. Le transept est voûté transversalement. Avec ses deux bras, il représente une largeur de 14,30 m. La nef est réduite à deux travées. Les voûtes sont soutenues par des arcs en plein cintre doublés qui reposent sur des colonnes engagées à chapiteau. Le clocher est bâti sur la croisée de transept.
Les sculptures sont restées quasi intactes. Localisées essentiellement sur les chapiteaux et sur le portail d'entrée, elles sont toutes différentes. Une étude attentive de Greslé-Bouignol lui fait dire que deux artistes ont travaillé à les décorations des chapiteaux, l'un ayant exécuté ceux proches du chœur, l'autre ceux de l'ouest du transept. Un atelier a succédé au précédent au cours de la construction qui a probablement duré trop longtemps pour un seul tailleur. Des similitudes peuvent être observées entre cette petite église et d'autres de la même époque comme Saint-Michel de Lescure ou Conques ; elles révèlent un travail dans l'air du temps de son époque. Une école dite de Saint-Sernin, car issue de la basilique éponyme, semble être à l'origine de ces artistes.
Cette petite église rurale a bénéficié du travail d'artistes confirmés mais avec une sobriété qui correspondait aux moyens financiers limités que pouvait lui dédier le petit prieuré.